# Michiel Lambrecht
Pour les articles homonymes, voir Lambrecht.
Michiel Lambrecht, né le 10 février 2003 à Tielt, est un coureur cycliste belge.

## Biographie
Michiel Lambrecht commence le cyclisme vers l'âge de huit ans au club Tieltse Renners, sur ses terres natales. Dans la catégorie des aspirants, il s'impose à quatorze reprises en 2014. Il poursuit sa progression au Balen BC, basé à Anvers,. Avec cette structure, il réalise une bonne saison 2019 en obtenant neuf victoires et une multitude de podiums dans des compétitions régionales. 
En 2021, il se classe deuxième du championnat de Belgique sur route juniors. Il intègre ensuite la réserve de l'équipe Bingoal Pauwels Sauces WB. Pour ses débuts espoirs, il bénéfice d'un calendrier mixte, composé à la fois d'épreuves ouvertes aux professionnels et aux espoirs. Il se classe notamment deuxième du Grand Prix de la Somme et sixième du Gran Premio Capodarco en 2023. Dans le même temps, il ne délaisse pas ses études en suivant des cours de sciences commerciales à l’université de Gand. 
Lors de la saison 2024, il participe à davantage de courses professionnelles, sans toutefois abandonner son cursus espoir. Bon puncheur, il termine deuxième du Tour de Namur, tout en ayant remporté une étape. Il finit par ailleurs deuxième du Tour de Bohême Occidentale, septième de la Ronde de l'Oise ou encore dix-huitième du ZLM Tour. Grâce à ses performances, il signe un premier contrat professionnel avec l'équipe première de Bingoal WB.

## Palmarès et résultats

### Palmarès par année
- 2021
  - 2e du championnat de Belgique sur route juniors
- 2023
  - 2e du Grand Prix de la Somme
- 2024
  - 3e étape du Tour de Namur
  - 2e du Tour de Namur
  - 2e du Tour de Bohême Occidentale

### Classements mondiaux
| Année                                 | 2023  | 2024  |
| ------------------------------------- | ----- | ----- |
| Classement mondial                    | 1349e | 1512e |
| UCI Europe Tour                       | 915e  | nc    |
|                                       |       |       |
| Légende : nc = non classéSource : UCI |       |       |